# Aero K
Aero K Airlines Co., Ltd. (tiếng Hàn: 에어로케이; Romaja: eeolo kei) là hãng hàng không giá rẻ có trụ sở tại Hàn Quốc. Hãng được thành lập vào năm 2016 và nhận được chiếc máy bay đầu tiên vào năm 2021. Tên có nguồn gốc từ cách viết ngược "Korea".

## Lịch sử
Aero K được thành lập vào năm 2016, ban đầu có tên là K-AIR Aviation. Hãng đã nhận được Chứng chỉ nhà khai thác hàng không (AOC) vào ngày 28 tháng 12 năm 2020. Công ty đã nhận được Airbus A320 đầu tiên, được đăng ký là HL8384, vào ngày 14 tháng 2 năm 2021.
Aero K đặt mục tiêu bắt đầu các chuyến bay đến các điểm đến trong phạm vi Châu Á đến Trung Quốc, Nhật Bản, Đài Loan và Việt Nam. Chuyến bay đầu tiên của họ là chuyến bay nội địa ở Hàn Quốc đến Sân bay quốc tế Jeju từ trung tâm của họ ở Cheongju.

## Tuyến bay
| Quốc gia    | Thành phố | Sân bay                      | Ghi chú                | Chú thích   |
| ----------- | --------- | ---------------------------- | ---------------------- | ----------- |
| Nhật Bản    | Osaka     | Sân bay quốc tế Kansai       |                        | [ 5 ]       |
| Nhật Bản    | Tokyo     | Sân bay quốc tế Narita       |                        | [ 6 ]       |
| Philippines | Clark     | Sân bay quốc tế Clark        | Theo mùa               | [ 7 ] [ 8 ] |
| Philippines | Manila    | Sân bay quốc tế Ninoy Aquino |                        | [ 9 ]       |
| Hàn Quốc    | Cheongju  | Sân bay quốc tế Cheongju     | Đầu mối                |             |
| Hàn Quốc    | Jeju      | Sân bay quốc tế Jeju         |                        |             |
| Hàn Quốc    | Seoul     | Sân bay quốc tế Incheon      | từ 30 tháng 5 năm 2024 | [ 10 ]      |
| Hàn Quốc    | Yangyang  | Sân bay quốc tế Yangyang     | Đã ngưng               | [ 11 ]      |
| Taiwan      | Đài Bắc   | Sân bay quốc tế Đào Viên     |                        | [ 12 ]      |
| Việt Nam    | Đà Nẵng   | Sân bay quốc tế Đà Nẵng      |                        | [ 13 ]      |
| Việt Nam    | Nha Trang | Sân bay quốc tế Cam Ranh     | từ 24 tháng 6 năm 2024 | [ 14 ]      |